# Esteve Riambau i Möller
Esteve Riambau i Möller (Barcelona, 25 de gener de 1955) és un historiador, crític i director de cinema català, director de la Filmoteca de Catalunya entre 2010 i 2024.

## Biografia[1]
Llicenciat en Medicina i Cirurgia l'any 1978, va exercir l'especialitat de Nefrologia fins al 1989. Doctorat en Ciències de la Comunicació, va exercir de professor titular del Departament de Comunicació Audiovisual i Publicitat de la Universitat Autònoma de Barcelona (UAB) fins al 2024 i, des de 2010 fins al 2024, va ser el director de la Filmoteca de Catalunya. El 2011 va ser elegit vicepresident de la FIAF (International Federation of Film Archives), durant sis anys va pertànyer al seu Comité Executiu i el 2013 va organitzar el seu congrés a Barcelona. Ha sigut professor del Màster de Documental Creatiu i del d'Investigació en Comunicació Audiovisual de la UAB, ha impartit cursos i conferències a l'Escola de Cinema de San Antonio de los Baños (Cuba) i a les universitats de Stanford, Califòrnia a Los Angeles (UCLA), Estatal de San Francisco, París III, La Sapienza (Roma), Cambridge i UMass (Amherst) o al Museu d'Art Modern de Nova York (MoMA) i a la Cinémathèque Française. El 2017 va ser condecorat pel Govern francès com a Officier de l'Ordre des Arts et des Lettres per la seva activitat en l'àmbit de la cultura i el 2022 va ocupar la càtedra Mercè Rodoreda de la Universitat de la Ciutat de Nova York (CUNY).
Juntament amb Elisabet Cabeza, ha codirigit els llargmetratges La doble vida del faquir (2005) i Màscares (2009), tots dos estrenats al Festival de Cinema de Sant Sebastià i premiats en diversos certàmens internacionals. Amb Àlex Gorina, ha codirigit la primera temporada de la sèrie televisiva La gran il·lusió. Relat intermitent del cinema català, emesa el 2019. El 2022 ha dirigit el curtmetratge Vidres de colors, presentat al Festival de Málaga. Ha dedicat una particular atenció a la figura multimediàtica d'Orson Welles, materialitzada en els llibres Orson Welles. El espectáculo sin límites (1985), Orson Welles (1993). Orson Welles. Una España inmortal (1993) i Las cosas que hemos visto. Welles y Falstaff (2015) (Premi Film Història de la UB), com a coguionista del documental Orson Welles en el país de Don Quijote (Canal +, 2000) i com a director escènic i adaptador de l'obra teatral Su seguro servidor, Orson Welles (2008), protagonitzada per Josep Maria Pou, estrenada al Festival Grec de Barcelona i finalista als premis Max de teatre.
Des de finals dels setanta, ha escrit crítica de cinema en diversos mitjans nacionals (Fotogramas, Dirigido, Archivos de la Filmoteca, Avui) i internacionals (Cinema Nuovo, Cahiers du Cinéma, Cineaste, Cahiers de la Cinémathèque) i és autor de quaranta llibres sobre història del cinema, que inclouen estudis monogràfics sobre Stanley Kubrick (1990), Marco Ferreri (1990), Francis Ford Coppola (1997), Pepón Coromina (1999), Charles Chaplin (2000) o Jaime Camino (2007). Especialista en cinema francès, ha publicat: La ciència y la ficción. El cine de Alain Resnais (1988), La vida, la muerte. El cine de Bertrand Tavernier (1992), El cine francés 1958-1998. De la Nouvelle Vague al final de la escapada (1998), Robert Guédiguian: Grandes il·lusiones (1999) o De traïdores y héroies. El cine de Costa - Gavras (2003). Coordinador de tres volums d'una Història General del Cinema (1995-1998), és coautor de la Historia del cine español (1995) i ha estat membre del comitè editorial del Diccionario de cine español (1998). Al costat de Casimiro Torreiro ha escrit els assajos Entorn del guió. productors, directors, escriptors i guionistes (1998), Guionistas en el cine español. Quimeras, picarescas y pluriempleo (1998; Premi Muñoz Suay de l'Acadèmia del Cinema Espanyol), Historias, palabras, imágenes. Entrevistas con guionistas del cine español contemporáneo (1999), La Escuela de Barcelona. El cine de la «gauche divine» (1999) o Productores en el cine español: Estado, dependències y mercado (2008; Premi de l'AEHC) i és coautor del documental televisiu La passió possible. L'Escola de Barcelona (BTV, 2.000). La biografia Ricardo Muñoz Suay. Una vida en sombras (2007) ha estat guardonat amb el premi Comillas i, per segona vegada, també amb el de l'Acadèmia de les Arts i les Ciències del Cinema Espanyol. Les seves últimes publicacions inclouen El poder de les formes. Francesc Galmés i l'art del protocol (2011), Hollywood en la era digital. De Jurassic Park a Avatar (2011), els catàlegs Imatges confrontades. La guerra civil i el cinema (2012) i Multiversions (2013), associats al comissariat de sengles exposicions, Laya Films i el cinema a Catalunya durant la Guerra Civil (2018) i CineastXs (2024), en col·laboracíó amb el fotògraf Oscar Fernández Orengo. El 2024 va editar un recull de textos de Pere Portabella amb el títol Impugnar les normes. Intervencions sobre art, cinema i política.

## Filmografia
- 2005: La doble vida del faquir (llargmetratge coescrit i codirigit amb Elisabet Cabeza)
- 2008: Màscares (llargmetratge coescrit i codirigit amb Elisabet Cabeza)
- 2022 Vidres de colors (curtmetratge)

## Televisió
- 2000: Orson Welles en el país de Don Quijote (coescrit amb Carlos F. Heredero)
- 2019: La gran il·lusió. Relat intermitent del cinema català (codirigit amb Àlex Gorina)